# الرواد الخارقون
الرواد الخارقون (بالإنجليزية: Hypernauts)، هو مسلسل تلفزيوني أمريكي مُختص لفئة المراهقين. تم عرضه في 1 مارس 1996 واستمر عرضه حتى 13 أبريل 1996. تم الدبلجة المسلسل للغة العربية من قبل مركز الزُهرة وعرض لأول مرة على قناة سبيس تون في عام 2005 ولاحقاً على قناة سبيس باور في عام 2008.

## القصة
خرج مجموعة من رواد الفضاء لإعادة قمر صناعي إلى الأرض، يجدون شعوباً تدعى الترياك تتعرض إلى أخطار خارجية من أشرار، يخوض رواد الفضاء معارك مع أولئك الأشرار.

## روابط خارجية
- الرواد الخارقون على موقع IMDb (الإنجليزية)
- الرواد الخارقون على موقع كينوبويسك (الروسية)
- الرواد الخارقون على موقع قاعدة بيانات الفيلم (الإنجليزية)